# ARIA The STATION Due
『ARIA The STATION Due』（アリア ザ ステーション デュエ）は、音泉・BEWEとアニメイトTVにて2006年4月6日から2007年3月29日（全51回）まで毎週木曜日に配信されていた、テレビ東京系アニメ『ARIA The NATURAL』（第2期）と連動したインターネットラジオ番組である。パーソナリティは葉月絵理乃と西村ちなみ。
『ARIA The STATION Neo VENEZIA INFORMALE』のリニューアルされた後番組であるが、前番組とは違ってマンホーム人であるキャスト陣のトーク時はマンホーム（地球）より放送、灯里とアリア社長とゲストのトーク時はアクア（AQUA）から放送しているという形式になっている。挨拶は「チャオ（Ciao）」で、イタリア語で「こんにちは」や「さようなら」などの挨拶を意味する。
後番組は『ARIA The STATION Tricolore』（アリア ザ ステーション トリコローレ）にタイトルを変えてARIAラジオを続行する。

## パーソナリティ
- 葉月絵理乃（水無灯里役）
- 西村ちなみ（アリア・ポコテン役）

## 配信など
- 放送期間：2006年4月6日 - 2007年3月29日
- 配信局：音泉・BEWE、アニメイトTV…毎週木曜日（同一内容配信）
- 放送時間：30分から40分前後
- スポンサー：マッグガーデン、COSPA
- スキップ不可のCM（2006年7月31日 - 10月末頃、2007年1月 - 2月18日、3月1日 - 3月11日）が番組開始前に20秒から40秒程不定期に導入されていた。

## 番組概要
- 前番組と違い、現実の世界でラジオが進行されているということになっており、パーソナリティは水無灯里役の葉月絵理乃と前番組で足音だけだったアリア・ポコテン役の西村ちなみの2人に変更されている。
- 放送上では口にされていないが収録は2本録りである（音泉サイトで開始初回から2回ずつ同服装であることから）。
  - 毎週更新される音泉の画像には2人が写らず別の小物や風景（#7（箱舟（?）のポスター）、#12（各2人の携帯電話）、#17（各2人のウクレレ）、#20（水無灯里とアリシア・フローレンスのフィギュア）、#22（ウクレレを引く動作をする胸から下部分だけ映っている葉月）、#23（リスナーが送った自由工作の雪虫）、#26（#20と同じフィギュア）、#32（ポーチと手帳）、#35（葉月の直筆イラスト）、#41（葉月・西村の直筆イラスト）、#45（花崎の屋外単独ショット））が写っていることがある。
- 前述の2本録りの関係から、2006年8月31日配信分（#22・2本目）は西村が次の別仕事のためエンディングに参加できないまま早退したケースがある。
- 葉月は西村に「ちなちな」、西村は葉月に「えりえり」で互いに呼び合っている。
- 2006年9月7日配信分（#23）で葉月がからっきし野球に興味がないことが露呈してしまい、野球好きの西村が呆れてしまった。以降、西村と構成作家の「はなちゃん」は葉月に野球やサッカーなどに関するクイズを出していっている（以下、葉月の珍答）。
  - 「イチローの本名は?」(A.鈴木一朗)に「イトウ一朗」（2006年10月12日配信分（#28））
  - 「北海道日本ハムファイターズの優勝に貢献した背番号1の選手の名前を選手登録名で答えよ」（A.SHINJO）に「しんじょう」（2006年10月19日配信分（#29））
  - 「"かわいまさひろ"守備走塁コーチの名前を漢字で書け」（A.川相昌弘）に「川井昌宏」（2007年3月22日配信分（#50））
- 西村がイーサン・ホークが好きとオープニングトークで話す。『晩秋』、『いまを生きる』、『生きてこそ』、『恋人までの距離』と代表作を挙げるも葉月は知らなかった（2006年11月23日配信分（#34））
  - 西村ちなみ的ビックリニュース2006：第1位…祝・1歳（母になって1年、体重+1kg増）、第2位…レーシックの手術大成功、第3位…嘔吐下痢症になり風邪を引いた
  - 葉月絵理乃的ビックリニュース2006：第1位…『ARIA』がきっかけで仕事場で知り合いが増えた、第2位…初サイン会（都内以外にも大阪、神戸でもやれたこと）、第3位…2月に生ガキに当たった（それ以来カキを食べられなくなった）
  - 「ARIA」的ビックリニュース：第1位…ナチュレ30結成、第2位…チームサーティー関係（昭和ネタで盛り上がったこと）第3位…はなちゃんがレギュラー化（普通は個人用のマイクはなく、最初はボソボソ喋る程度だったのが歌を歌ったのをきっかけにオープニングでミニコーナーを持ったりするようになった。3項目とも2006年12月21日配信分（#38））
- ゲストがいる時は番組開始冒頭でゲストの特別コーナーが設けられている。
  - 「大原さやかのそうだ京都に行こう」（2006年12月28日配信分（#39））
  - 「古今東西山手線ゲーム『さぁやの家にいそうな生き物』」（2007年1月11日配信分（#40））
  - 「野島裕史のそれゆけトークへっぽこでGO!」（2007年2月1日配信分（#43））
  - 「ティッシュ The STATION」（2007年2月22日配信分（#46））…第132回（本人の位置付け）。ティッシュは千和が飼っている愛犬のこと。
  - 「斎藤千和の車大好き!」（2007年3月1日配信分（#47））…第7回（本人的位置付け）
- アニメ『ARIA The NATURAL』の終了に伴い2007年3月いっぱいで本ラジオが終了することが発表された（2007年3月8日放送分（#48））
- 2007年3月15日配信分（#49）、3月22日配信分（#50）のトーク内で4月からも「ARIAラジオ」をリニューアルして放送を続けると告知された。

## スタッフ
- プロデューサー：やまけん
- ディレクター：日高殖充
- 構成作家：花崎圭司
  - 苗字が#19、名前が#28、年齢が#24、生まれ月が#42、出身地が#51、姿が#38の番組紹介ページで写真が掲載されそれぞれ明らかになった。
  - クイズの出題をするなど番組に出演する事が多くなった為、＃30で「前回（2本録りの1本目である#27）から、はなちゃんマイクがついた」と明かされた。
- ラジオドラマ脚本：
  - 花崎圭司（#14 - #16）
  - 藤咲あゆな（通称：あゆあゆ #17 - #51）
お茶好き。ウクレレのコーナーでは、「もちもちぽんぽんず」としてマラカスを振るう。＃41で花崎の代わりにオープニングクイズに出演した際に初めてマイクの前で喋った。

## コーナー
モノアクア（#01 -）
アクアにあると思う物を考える。
オープニングクイズコーナー（#25〔2006年9月21日〕 - #51〔2007年3月29日〕）
#23で葉月がからっきし野球に興味がないことが明らかになったことから生まれたコーナー。スポーツ、社会、芸能等の問題が出題されている。コーナー名は不定で、#25から＃38までは各回に「えりえりの○○」と「ちなちなの○○」のサブタイトルが交互に付く。「えりえり……」の○○には「目指せエース」「木村拓哉に逢いたくて」等が、「ちなちな……」の○○には「目指せポールポジション」「なるほど!ザ・世界史」等が入る。
ふつおた
番組に送られてきたメールを紹介する。30代が昭和を懐かしむチーム30（サーティ）話や、ナチュレ30によるウクレレの演奏もする。
クイズは社長! 答えは灯里→社長灯（#18〔2006年8月3日〕 - #47〔2007年3月1日〕）
灯里が言った恥ずかしいセリフのシチュエーションの中の抜けた一部分を当てる文章穴埋めコーナー。葉月の提案で始まった。伏せられる部分はアリア社長の声（「ぷぷぷぷい」、「ぷぷいにゅ」など）で隠される。正解したリスナーにはプレゼントが贈られる。#29からコーナーコールが「社長灯（しゃちょあか）」に省略された。次第にコーナー自体が行われなくなり、#47で紹介された問題の答えは結局発表されずじまいになってしまった。
ARIA The STATION Neo VENEZIA INFORMALE PROSSIMO （アリア ザ ステーション ネオヴェネツィア インフォルマーレ プロッシモ）
灯里とアリア社長とゲストでのコーナー。別名、「灯里ちゃんのラジオ」。このコーナーだけ前番組同様、アクアにある「フトゥーロ・プリマ・スタジオ」から放送されている設定になっている。ラジオドラマのように各話ごとにタイトルがつけられてい（各話タイトルで後述）。PROSSIMO（プロッシモ）は「次の」「未来の」と言う意味のイタリア語。ゲストがいる回では、そのゲストが自身の役で登場する。たまにスタジオを飛び出すことも。
ウクレレでハッピーバースデー（#21〔2006年8月24日〕 - ）
月イチ恒例で、その月の最終週にその月に誕生日を迎えるリスナー（祝い希望のメールは全て読み上げられる）をウクレレで祝うコーナー。誕生日・本名もしくはペンネーム・ルビ必須。
アクア一問一答（#5〔2006年5月4日〕 - ,#14,#19,#39,#42,#46,#49〔2007年3月15日〕）
ゲストが出演した時に行なわれるコーナー。

### オープニングクイズコーナーの推移
クイズの結果によってポジションが移動する。正解を続ければマウンドに立てるが、誤答を続けると球場外の「橋」へ飛ばされる。合わせてその時、ラーメンズのコント（日本語学校中国編 など）を模して「バシバシ!」と叫び出してしまう（表示はクイズ終了後の場所 葉：葉月 西：西村）。
2006年
| 場所＼配信回         | 24 | 25 | 26 | 27 | 28   | 29 | 30 | 31 | 32 | 33 | 34 | 35 | 36 | 37 | 38 |
| マウンド             |    |    |    | 西 |      | 西 | 西 |    |    |    |    |    |    |    |    |
| ベンチ               | 葉 |    |    | 葉 | 葉西 |    |    |    |    |    | 西 |    | 西 |    |    |
| アルプス             |    | 葉 |    |    |      | 葉 |    | 西 |    | 西 |    | 西 |    | 西 |    |
| （サッカースタンド） |    |    | 葉 |    |      |    |    |    |    |    |    |    |    |    |    |
| 水道橋（地図）       |    |    |    |    |      |    | 葉 |    | 西 |    |    |    |    |    | 西 |
| 江戸川橋（地図）     |    |    |    |    |      |    |    | 葉 |    | 葉 |    | 葉 |    |    |    |
| 小滝橋（地図）       |    |    |    |    |      |    |    |    | 葉 |    | 葉 |    | 葉 |    |    |
| 下板橋（地図）       |    |    |    |    |      |    |    |    |    |    |    |    |    | 葉 |    |
| 上板橋（地図）       |    |    |    |    |      |    |    |    |    |    |    |    |    |    | 葉 |

2007年
| 場所＼配信回                 | 41 | 44   | 45   | 46   | 47 | 48 | 49 | 50     | 51 |
| マウンド                     |    |      |      |      |    |    |    |        | 西 |
| ため息橋（伊）（地図）       | 西 |      |      |      |    |    |    |        |    |
| リアルト橋（伊）（地図）     | 葉 |      |      |      |    |    |    |        |    |
| 金門橋（米）（地図）         |    | 葉西 |      |      |    |    |    |        |    |
| ロンドン橋（英）（地図）     |    |      | 葉西 |      | 葉 |    | 葉 |        |    |
| ブルックリン橋（米）（地図） |    |      |      | 葉西 |    | 葉 |    |        |    |
| 天現寺橋（地図）             |    |      |      |      | 西 |    |    | 西     |    |
| 恵比寿橋（地図）             |    |      |      |      |    |    |    | （葉） |    |
| 六条大橋                     |    |      |      |      |    |    |    | 葉     |    |
| 瀬戸大橋（地図）             |    |      |      |      |    | 西 |    |        |    |
| 明石海峡大橋（地図）         |    |      |      |      |    |    | 西 |        |    |
| 海ほたる（地図）             |    |      |      |      |    |    |    |        | 葉 |

※1：#26のサッカースタンドは単発だったのか以後使われていない。
※2：#31で西村は誤答したが、ルールの不整備の為かアルプスになった。
※3：#48で葉月は正解したが、記録の不備の為かブルックリン橋になった。この勘違いの為、続く#49では誤答したがロンドン橋になった。
※4：#50は2橋移動する問題であった。葉月は誤答してロンドン橋から強制的に帰国し、恵比寿橋→六条大橋と移動した。なお京都に六条大橋は無い。
※5：#51のコーナーの冒頭でマウンドまで西村は4橋、葉月は10橋で、今回は6橋（ピッタリ正解だと10橋）移動する問題だとアナウンスされた。
※6：#39・40、42・43はゲストのため休止。
過去の問題（野球クイズ&アリア・ザ・クエスチョン（#45 - ））
- ニューヨークヤンキースに移籍した井川慶がアメリカで日本のあるものを広めてもらうためにとある協会から親善大使に任命されたものとは何?（#44/正解：将棋）
- アリアが初めて指名をしてもらった時に同乗したアフロへあのガラス職人のフルネームは何?（#45/正解：J・J・アントン）
- ドイツでは軟膏薬を練った塗り薬を意味するイタリア名物といえば?（#46/正解：パスタ）
- イタリアで「グランチェーオラ」はとある食材を指します。それを使ってサラダを作るある食材とは?（#47/正解：カニ（クモガニ）
- フローレンスといえばアリシアのファミリーネームだがイタリアのとある都市を英語で言い換えたものでもあるその街とは?（#48/正解：フィレンツェ）
- 教皇を選ぶ時に行われる選挙がある独特の儀式名の名前は?（#49/正解：コンクラーヴェ）
- 去年惜しくも引退し、今年から中日ドラゴンズ守備走塁コーチに就任した「かわいまさひろ」（世界記録通産犠打数533）。その「かわいまさひろ」コーチの名前を漢字で書くと?（#50/正解：川相昌弘）
- 最初の提供クレジット（「お送りしマッスル」）→CM→「改めまして」の挨拶の部分がとある回からなくなった回は第何回?（#51/正解：#25（2006年9月21日配信分））

### ナチュレ30の歩み
ウクレレを7年間部屋のインテリアにしていた西村と一度も弾いた事のない葉月が、ウクレレでナチュレ30（サーティー）のCDデビューを目指す（文中の「二人」とは葉月と西村の事）。
- #6 ラジオの現場で、ARIAでウクレレ部を作ろうと話していた事を明かす。
- #8 『ブルー・アース・レジェンド』をネオ・武道館のシークレットライブで演奏。西村が演奏、葉月が歌。ウクレレ部を創部。西村が部長、葉月が経理を担当。バンド名を募集開始。
- #10 『ズンタカレイニーデイ』を演奏。
- #11 投稿の中からバンド名を5つ（後述）に絞る。バンド名の投票開始。
- #13 ナチュレ30（26票（川上とも子が加えた1票含む））にバンド名決定（以下…2位 えりちな（17票）、3位 アクアリ（9票）、4位 アレレレ・アリレレ（各8票））。
- #14 川上が営業主任を担当。
- #15 葉月が ARIAブランド のウクレレを注文した事を明かす。夏休みの宿題が課される。
- #17 葉月がウクレレを初持参。2人で『バラが咲いた』、葉月が『故郷』を演奏。
- #18 花崎が『チコタン』を演奏。西村が葉月の誕生祝いのために『ハッピーバースデートゥーユー』を演奏。2人で『赤とんぼ』を演奏。
- #19 コーナー「ウクレレでハッピーバースデー」募集開始。
- #22 練習中の夏休みの宿題は2人で演奏する課題曲が『想い出がいっぱい』、個々に演奏する自由曲は葉月が『亜麻色の髪の乙女』、西村が『ビューティフル・ネーム』である事を明かす。
- #27 課題曲を演奏。
- ラジオCDクール1 デビュー曲、オリジナル1stシングル『ねこやすみ』を演奏。作曲は、やまけんのバンドの謎のギタリストS。
- #36 「アリアカンパニープレゼンツ ナチュレ30ウクレレの夕べ（ゆふべ）」で自由曲を演奏。
- #38 ウクレレ部の活動は「ネオ・ヴェネツィアに似合う楽器は?」という投稿がきっかけだったと明かす。
- ラジオCDクール2 2ndシングル（インストゥルメンタル）を演奏。

### ARIA The STATION Neo VENEZIA INFORMALE PROSSIMO 各話タイトル
| 配信日：2006年4月6日 - 6月29日 | 配信日：2006年7月6日 - 9月28日 |
| 第1回 改めまして、初めまして 第2回 アリアの歌が聞こえてくるよ 第3回 アテナ先輩のお土産 第4回 アクアの海 第5回 ラッキーオクトパス 第6回 ブドウ畑でつかまえて 第7回 わんわん・にゃんにゃん・もちもちぽんぽん 第8回 アクアの地上絵 第9回 アクア一速い宅配屋さん 第10回 平和なアクアの平和を守ります 第11回 飛び出せ! マンホーム 第12回 自分の印 第13回 ネオ・ヴェネツィア幼稚園 | 第14回 花に水、人に愛、歌には心 第15回 お菓子な話 第16回 ぽんぽん橋落ちた 第17回 晃さんの誕生日 第18回 アリア社長改造計画 第19回 期待のエース 第20回 嗚呼! 青春のゴンドラ 第21回 お化け屋敷体験 第22回 夏の宿題 第23回 打ち水パシャパシャ 第24回 風邪っぴきさん 第25回 花火パチパチ 第26回 正義の味方はつらいよ     |
| 配信日：2006年10月5日 - 12月28日 | 配信日：2007年1月11日 - 3月29日 |
| 第27回 創作料理コンテスト 第28回 アリア社長のネコ語講座 第29回 あの人の気持ち 第30回 ハロウィン計画 第31回 芸術の秋? 第32回 早口言葉 第33回 ティフォーネ!! 第34回 静電気☆バチバチッ 第35回 水無灯里のネコことわざ講座 第36回 ひとりでできるもん!? 第37回 ハッスル・マッスル 第38回 クリスマスの贈りもの 第39回 よいお年を……                                                  | 第40回 今年の運勢はなあに? 第41回 今年の抱負 第42回 人生ゲーム大作戦 第43回 男同士の熱き戦い 第44回 ちょこっとチョコを下さいな 第45回 銀のロマンティック、ぷいにゅ 第46回 お洒落の道は遠かった 第47回 私がお手本よ 第48回 楽しい番組を 第49回 持ち主はだあれ? 第50回 放送50回記念 あの人は今? 第51回 目指すは100回! |

## 終了したコーナー
- ものアクア（#1〔2006年4月6日〕 - #17〔2006年7月27日〕）

AQUAにありそうな最新鋭の物から古き物を紹介するコーナー。
- 記憶と書いて「ゆめ」と読む（#19〔2006年8月10日〕 - #26〔2006年9月28日〕）

『ARIA The NATURAL 〜遠い記憶（ゆめ）のミラージュ〜』を紹介していく期間限定コーナー。

## 単発コーナー
- アリアカンパニープレゼンツ ナチュレ30ウクレレの夕べ（ゆふべ）（#36〔2006年12月7日〕）

2人が決めていた自由曲をウクレレで演奏発表する特別コーナー。

## ゲスト
- 2006年
  - #01（4月6日配信分）：川上とも子〔アテナ・グローリィ役（2006年2月14日の前番組以来の登場）〕
  - #02（4月13日配信分）：川上とも子〔番組上では2週連続出演であるが2本録り〕
  - #03・04（4月20日・4月27日配信分）：川上とも子
  - #05・06（5月4日・5月11日配信分）：皆川純子〔晃・E・フェラーリ役（1本目）〕
  - #13・14（6月29日・7月6日配信分）：川上とも子
  - #19・20（8月10日・8月17日配信分）：下野紘〔PS2『ARIA The NATURAL 〜遠い記憶(ゆめ)のミラージュ〜』青年役（ゲームオリジナルキャラのプレイヤー）〕
  - #21（8月24日配信分）：KAORI〔PS2『- 〜遠い記憶（ゆめ）のミラージュ〜』オープニングテーマソング 「BLUE BLUE WAVE」担当〕
  - #39（12月28日配信分）：大原さやか〔アリシア・フローレンス役〕
- 2007年
  - #40（1月11日配信分）：大原さやか〔放送上は年またぎであるが昨年末内の2本録り〕
  - #42・43（1月25日・2月1日配信分）：野島裕史〔出雲暁役〕
  - #46・47（2月22日・3月1日配信分）：斎藤千和〔藍華・S・グランチェスタ役〕
  - #48・49（3月8日・3月15日配信分）：松尾佳子〔グランドマザー（天地秋乃）役〕

## その他・補足
- 「デュエ（Due）」はイタリア語で「2」と言う意味。ただし、発音は正確には「ドゥ（－）エ」。イタリア語において「du」を「デュ」と読むことはまず無い。
- 「ARIA The STATION Neo VENEZIA INFORMALE PROSSIMO」のコーナーに前回の構成作家も健在。
- キャスト陣がはじめに挨拶をする時、自分が何番目に紹介されるかによって何番目と同じだけの回数「チャオ（Ciao）」と挨拶をする習慣となっている。しかし、新しい挨拶にかわりつつある。「こんばんアリア」などとなってきている。メールが送られてくる度に色々な挨拶が書かれているため、今後も色々に増える模様。
- 地球・アクア放送内で出てくる「もちもちぽんぽん」の意味は腹部の肉付きがいいこと。お世辞にもいい言葉でないらしい。
- 提供クレジットを読む時、語尾の最後にダジャレをつけている。葉月は「お送りしマッスル」、西村は「お送りしまシタビラメ」（その他に「嶋大輔」、「田中邦衛」など。『水曜どうでしょう』好きが高じて「シカでした」も）など。このダジャレはリスナーからも募集している。
- キムタク関連の話題で大原さやかが大学時代にエキストラのアルバイトをしていた経験があり、「ラブジェネレーション」に出演していたことがある（2007年1月11日配信分（#40））。
- 「灯里ラジオ」では第42回に出雲暁扮する野島裕史がゲストに出ていたため、リスナー作成の人生ゲームを同コーナーで行われた。
- #46・47の「灯里ラジオ」では藍華・S・グランチェスタ役の斎藤千和が登場し、『ARIA The STATION Neo VENEZIA INFORMALE』（2006年1月10日 - 3月28日）以来の仕切り役を演じた。
- 松尾佳子（1944年3月5日生）の63歳の誕生日を番組内でウクレレ無し祝福（2007年3月8日配信分（#48））。
- #50（2007年3月22日配信分） 番組放送50回記念を記念して今までの番組の歴史、リスナーのその後などを振り返った。

## タイムテーブル
※基本番組進行
- （アバンタイトル）
- オープニング（マンホームから放送）
- アリア・ザ・クエスチョン（オープニングクイズ）
- 提供クレジット読み（ダジャレ有り）
  - CM
- フリートーク・おたより（マンホームから放送）
- 社長灯（マンホームから放送）
  - CM
- ARIA The STATION Neo VENEZIA INFORMALE PROSSIMO（「灯里ちゃんのラジオ」、ネオ・ヴェネツィアから放送）
  - CM
- エンディング（インフォメーション）
  - エンド提供クレジット読み（ダジャレ有り）

## 用語
アクア水
とてもおいしい炭酸水の飲み物。入手困難なほど人気の高くアテナが3時間ほど偶然並んで購入してきたもの。決して振ってはいけない。
アクアピザ
とても配達の早いピザ屋。電話をかけて12秒ほどで届く。

## ラジオCD
- ARIA The STATION Due
  - クール1 - 2006年11月24日発売、#1 - #12を収録
  - クール2 - 2006年12月29日発売、#13 - #24を収録
  - クール3 - 2007年2月23日発売、#25 - #39を収録
  - クール4 - 2007年5月25日発売、#40 - #51を収録

※音泉などで放送された同番組をMP3音声データで収録したCD-ROMと、録り下ろしのオーディオCDの2枚組。